# Dominic Thiem
Dominic Thiem (født 3. september 1993 i Wiener Neustadt) er en tidligere østrigsk professionel tennisspiller.
Hans beste resultat i Grand Slam-sammenhæng er sejren over tyskeren Alexander Zverev i finalen i US Open 2020.